# ARA Independencia (1891)
«Індепенденсія» (ісп. ARA Independencia) - броненосець берегової охорони ВМС Аргентини типу «Лібертад» першої половини XX століття.

## Історія створення
Корабель був замовлений британській фірмі «Cammell Laird» у 1889 році. Він був закладений15 березня 1890 року на верфі в Беркенгеді, Велика Британія, спущений на воду 26 лютого 1891 року і у 1893 року вступив у стрій.

## Історія служби
Після ходових випробувань та прийняття до складу флоту 29 червня 1893 року корабель вирушив з Ліверпуля і прибув до Буенос-Айреса 31 липня того ж року.
У 1893 році «Індепернденсія» брав участь в придушенні «Паркової революції». 29 вересня в районі Еспінільйо (Росаріо) «Індепернденсія» та  канонерка «Еспора» вели бій з монітором «Лос-Андес», захопленим путчистами. «Лос-Андес» заколотників отримав кілька влучень 240-мм снарядами і капітулював . 
У середині 1894 року «Індепернденсія» брав участь в морських навчаннях.
У 1904-1909 роках «Індепернденсія» використовувався як навчальний корабель. У 1915 році він був перекласифікований в корабель берегової охорони. У 1917-1919 роках він використовувався для гідрографічних досліджень. У 1922-1923 роках знову використовувався як навчальний корабель.
У 1923-1926 роках корабель був модернізований, зокрема був переобладнаний для використання як палива нафти, а не вугілля.
У 1927 році «Індепернденсія» був перекласифікований у канонерський човен.
У грудні 1946 року «Індепернденсія» був виключений зі складу флоту, але використовувався як плавуча база підводних човнів. У 1949 році він був переданий Службі берегової охорони Аргентини (ісп. Prefectura Naval Argentina).
У 1968 році корабель був виключений зі складу Служби берегової охорони і зданий на злам.